# Hanc

Hanc este o comună în departamentul Deux-Sèvres, Franța. În 2009 avea o populație de 250 de locuitori.